# Olivier Abbou
Pour les articles homonymes, voir Abbou.
 (mars 2017).
Si vous disposez d'ouvrages ou d'articles de référence ou si vous connaissez des sites web de qualité traitant du thème abordé ici, merci de compléter l'article en donnant les références utiles à sa vérifiabilité et en les liant à la section « Notes et références ».
Olivier Abbou, né le 21 mars 1973 à Colmar (France), est un scénariste, réalisateur et producteur français.

## Biographie

### Jeunesse et formation
Olivier Abbou est né le 21 mars 1973 à Colmar en France
Entre 1994 et 1996, il étudie à l'ESEC. Entre 1998 et 2004, il réalise plusieurs courts métrages ainsi qu'un moyen métrage, tous diffusés à la télévision et primés dans de nombreux festivals.

## Filmographie
- 1997 : Un jour de plus
- 1999 : Clin d'œil
- 2000 : Le Tombeur
- 2003 : Manon
- 2007 : Madame Hollywood (série télévisée)
- 2010 : Territoires (Territories)
- 2012 : Yes we can (téléfilm)
- 2016 : Madame Hollywood - (série).
- 2018 : Maroni, les fantômes du fleuve, (série télévisée)
- 2019 : Furie.
- 2019 : Felicità de Bruno Merle, producteur
- 2020 : Maroni II, le territoire des ombres (6x45min) - ARTE
- 2022 : Les Papillons noirs (mini-série)
- 2023 : Drone Games